# Simptomatska terapija
Simptomatska terapija je svako liječenje bolesti koje utječe samo na simptome, a ne na njegov uzrok, odnosno njegovu etiologiju. Obično je usmjerena na smanjenje simptoma radi udobnosti i dobrobiti bolesnika, ali također može biti korisna u smanjenju organskih posljedica i posljedica simptoma bolesti. Za mnoge bolesti, čak i u onih čija je etiologija poznata (npr. većina virusnih bolesti kao što je gripa), simptomatsko liječenje je jedino koje je dostupno za sad.

## Simptomatski lijekovi
Primjeri simptomatskih lijekova:
- Analgetici, za bol
- Antiupalni posrednici, za upale uzrokovane artritisom
- Antitusici, za kašalj
- Antihistaminici, za alergije
- Moždani shuntovi, za ublažavanje hidrocefalusa

Kada je etiologija bolesti poznata, specifičan tretman može započeti, ali je uglavnom povezan sa simptomatskim liječenjem.
Simptomatska terapija nije uvijek preporučljiva. Štoviše, može biti veoma opasna, jer može prikriti prisutnost osnovnog uzroka koji će potom biti zaboravljen ili tretiran s velikim zakašnjenjem. 
Primjeri:
Blaga groznica koja traje 15 dana ili nešto duže jedini je simptom bakterijemije izazvane stafilokokom. Liječenje simptomatskim tretmanom će prikriti bolest te otežati dijagnozu i liječenje antibioticima. Posljedice mogu biti ozbiljne (reumatska groznica, nefritis, endokarditis,itd.)
Kronična glavobolja može biti uzrokovana konstitucijskom dispozicijom, zatim tumorom mozga ili moždanom aneurizmom.
Konačno, simptomatsko liječenje nije pošteđeno štetnih učinaka, a može biti uzrok lječidbenim posljedicama (tj. posljedica uzrokovanih samim tretmanom), kao što su alergijske reakcije, želučano krvarenje, djelovanje CNS-a (mučnina, vrtoglavica, itd.).
|  | Molimo pročitajte upozorenje o korištenju medicinskih informacija. Ne provodite liječenje bez savjetovanja s liječnikom! |